# Интерактивная доска

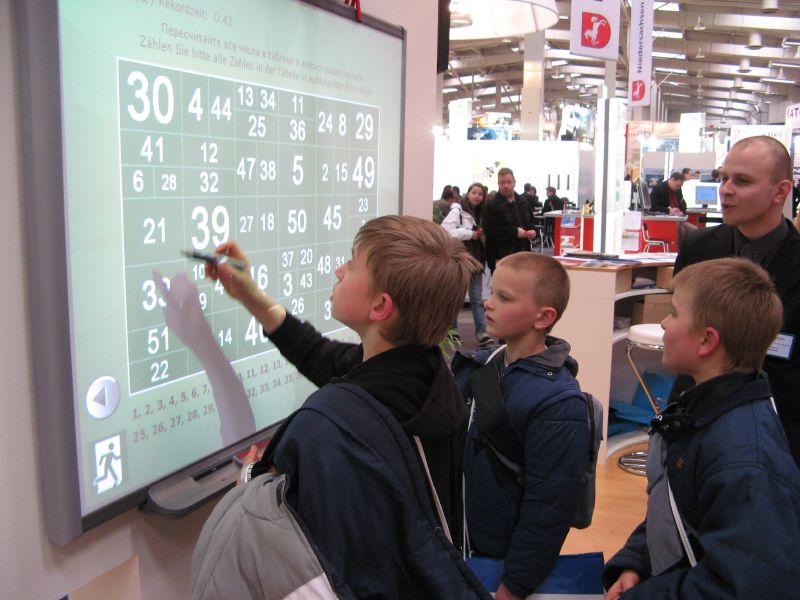
Интерактивная доска на CeBIT 2007, международной выставке, посвящённой информационным и телекоммуникационным технологиям

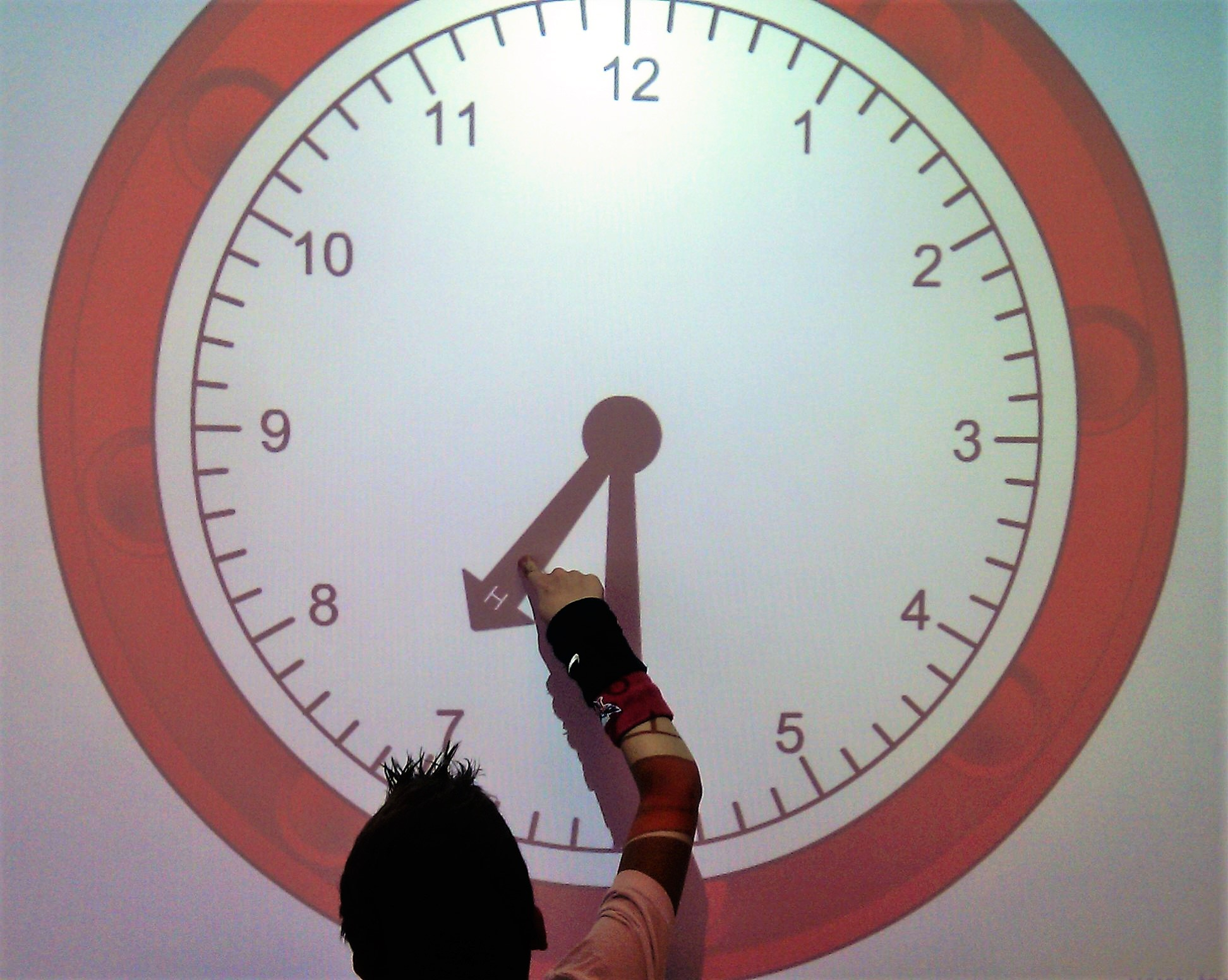
Ученик использует интерактивную доску

Интерактивная доска (англ. interactive whiteboard, IWB) — это большой интерактивный экран в виде белой магнитно-маркерной доски. Интерактивная доска может быть представлена как автономным компьютером с большим сенсорным экраном, так и подключаемым к ноутбуку устройством, объединяющим проектор и сенсорную панель. Интерактивные доски используются в школьных кабинетах, переговорных, залах для групповых занятий, комнатах для дистанционного обучения и других помещениях.
Первые интерактивные доски были разработаны для использования в офисах. Они были созданы компанией Xerox PARC в 1990-е годы. Эти доски использовались для совещаний в малых группах и проведения круглых столов. В 1991 году компания Smart Technologies создала интерактивную доску, в которой использовалась проекционная технология.
Ожидалось, что к 2008 году мировые продажи интерактивных досок достигнут объёма в 1 млрд USD. Futuresource Consulting в своём маркетинговом исследовании прогнозировали, что к 2011 г. интерактивные доски появятся в каждом седьмом учебном классе мира. В 2004 году интерактивные доски были в 26 % учебных помещений начальной школы Британии. Опрос, проведённый компанией Becta в 2007 году, показал, что интерактивные доски есть в 98 % средних и 100 % начальных школ. К 2008 году среднее количество интерактивных досок на образовательное учреждение увеличилось до 18 в начальной школе (против 8 в 2007 году и 6 в 2005 г.), и до 38 в старшей школе (против 18 в 2005 году и 22 в 2007 г.).

## Общие принципы работы и использования
Интерактивная доска может быть представлена как автономным компьютером с большим сенсорным экраном, так и подключаемым к ноутбуку устройством.
Драйвер интерактивной доски, который устанавливается на подключаемый к ней компьютер, обычно работает как устройство взаимодействия с человеком (англ. human interface device, HID), такое же как компьютерная мышь. Проектор подключается к VGA, HDMI или иному видеовыходу компьютера для вывода изображения с рабочего стола на поверхность интерактивной доски.
Затем пользователь калибрует интерактивную доску, совмещая проецируемое изображение с сенсорной поверхностью, указывая несколько контрольных точек. После этого интерактивную доску можно использовать для запуска программ, нажатия кнопок и открытия меню, как это обычно делается с помощью мыши. Если требуется ввод текста, можно воспользоваться экранной клавиатурой или задействовать распознавание рукописного текста, если программное обеспечение доски имеет такую функцию. Это убирает необходимость обращаться к компьютерной клавиатуре при появлении таких задач.
Таким образом, интерактивная доска позволяет заменить как мышь, так и клавиатуру. Пользователь может проводить презентацию или урок, используя интерактивную доску в качестве единственного устройства ввода.
Кроме того, для большинства интерактивных досок разработано специальное программное обеспечение, которое предоставляет инструменты для расширения возможностей взаимодействия. Обычно оно включает в себя возможности бумажных флипчартов, ручек и маркеров, и даже виртуальных рулеток, транспортиров, циркулей, и других инструментов, которые могут быть полезны при проведении занятий.
Способы применения интерактивных досок:
- Запуск программного обеспечения, которое установлено на подключённом к доске персональном компьютере (ПК), например веб-браузера или другого программного обеспечения, используемого в классе.
- Захват и сохранение заметок, написанных на интерактивной доске, подключённой к ПК.
- Захват заметок, написанных на планшете, подключённом к интерактивной доске. Данное устройство позволяет докладчику полностью контролировать отображаемый на доске материал вне зависимости от его местоположения в классе.
- Управление компьютером с интерактивной доски, используя клики и перетаскивание, создание заметок, поясняющих открытую компьютерную программу или презентацию.
- Использование программного обеспечения для распознавания рукописного текста (англ. optical character recognition, OCR).
- Используя систему для голосования, докладчик может провести опрос или дать возможность аудитории проголосовать, после чего вывести полученную обратную связь на доску.

## Основные виды интерактивных досок и принципы их работы
Большинство досок, продаваемых во всем мире, используют одну из четырёх сенсорных технологий. Это инфракрасная, резистивная, электромагнитная и ультразвуковая.

### Принципы работы инфракрасной интерактивной доски (IR touch)
Инфракрасная интерактивная доска представляет собой большую сенсорную поверхность, которая подключается к компьютеру и проектору. Доска обычно монтируется на стену или мобильную стойку. Движение пальца, пера или другого указателя по изображению создаёт помеху для прохождения инфракрасного света над поверхностью доски и фиксируется сенсором. При нажатии на поверхность доски программное обеспечение рассчитывает местоположение маркера или стилуса. Инфракрасные доски могут быть изготовлены из любых материалов.

### Принципы работы резистивной интерактивной доски
Для работы с резистивной интерактивной доской может использоваться обычный стилус. В этом случае важен материал, из которого сделана поверхность доски. В большинстве резистивных систем мембрана, натянутая на поверхности доски, прогибается под нажатием, чтобы вступить в контакт с токопроводящей подложкой. Затем местоположение точки касания рассчитывается по показаниям датчиков и регистрируется как нажатие кнопки мыши . Повторим, что такие доски не требуют специальных перьев. Это даёт производителям резистивных систем возможность заявлять, что такие доски просты и интуитивно понятны в использовании. Однако, это больше зависит от конструкции доски, чем использованной в ней технологии.

### Принципы работы электромагнитной интерактивной доски
Для работы с электромагнитной интерактивной доской используются магнитные перья. Она представляет собой массив проводов, встроенных под сенсорной поверхностью, которые взаимодействуют с катушкой в наконечнике стилуса для определения координат его местоположения. Само перо обычно является пассивным, то есть оно не содержит батареек или других источников питания; оно изменяет электрические сигналы, создаваемые доской. Например, если поднести перо близко к поверхности доски, то она может отреагировать на это перемещением указателя мыши. Рассмотренные ранее инфракрасные интерактивные доски не позволяют регистрировать перемещение указателя мыши, они фиксируют только клики. Когда перо касается поверхности, в нём активируется переключатель, что воспринимается доской, как нажатие кнопки. В стилус может быть встроен второй переключатель с противоположного конца и дополнительные кнопки. Их назначение определяется производителем программного обеспечения. Подобно расширенной версии графического планшета, используемого профессиональными цифровыми художниками и дизайнерами, электромагнитная интерактивная доска в точности имитирует действия мыши, и будет работать правильно, даже если пользователь станет опираться на неё рукой, а также позволяет распознавать несколько касаний одновременно.

### Принципы работы портативной ультразвуковой интерактивной доски с инфракрасным пером
Эта технология использует инфракрасный свет и ультразвуковое позиционирование. Технология работает подобно грому и молнии, вычисляя расстояние по разнице во времени между скоростью света и звука. Инфракрасные интерактивные доски доступны также в переносном формате. После установки системы на новом месте и подключения к компьютеру требуется простая повторная калибровка проецируемого изображения с помощью электронного пера. Устройство сканирует прямоугольную область. Как правило, в доску встраивается не одна такая область, что даёт возможность нескольким пользователям работать в разных частях доски одновременно.
Портативная доска с инфракрасным пером работает на различных поверхностях — на имеющейся маркерной доске или плоской стене. Даже обычную меловую доску такое устройство сможет превратить в интерактивную поверхность. Для USB-приемника сигналов не требуется батарея, поэтому устройство может быть установлено на потолке, если требуется стационарное решение. Изготовленные из легких материалов такие интерактивные доски легко транспортируются.

### Принципы работы интерактивного проектора
В интерактивном проекторе используется встроенная камера, так что проектор создаёт не только изображение, но также определяет положение активного ИК-пера, когда оно контактирует с поверхностью, на которую проецируется изображение. Это решение, разработанное в 2007 году и запатентованное в 2010 году американским производителем Boxlight, как и другие системы инфракрасных досок, не работает при возникновении непрозрачного препятствия между пером и приемником проектора в лице докладчика, и, к тому же не позволяет реализовать возможность перемещения указателя мыши, которая доступна в других решениях.

## Использование в классе
В некоторых классах интерактивные доски заменили традиционные маркерные доски, флип-чарты, видео/медиа-системы, такие как DVD-проигрыватели в комбинации с телевизорами. Даже там, где используются традиционные доски, интерактивные доски часто дополняют их. В некоторых случаях интерактивные доски дают возможность пользователям взаимодействовать с сайтами публичных объявлений или оставлять заметки с помощью графических онлайн-инструментов.
Средства записи позволяют записывать действия, выполняемые на интерактивном экране. Подключив к компьютеру микрофон, можно записать своё выступление, а созданную таким образом запись передать слушателям для повторного воспроизведения. Эта функция может существенно изменить подходы к обучению.
В последнее время интерактивные доски начали использовать для хорового чтения в классе. Например, имитирующие книги (mimic books) позволяют учителям проецировать на экран детские книги и взаимодействовать с ними, как с обычными бумажными экземплярами.
Городская Академия Диксонс на севере Англии была первой образовательной средой из числа не колледжей или университетов, которая начала использовать интерактивные доски после того, как тогдашний директор школы Джон Льюис (Sir John Lewis) проявил интерес к развивающейся технологии.

## Интеграция с системой голосования
Некоторые производители также предоставляют системы голосования, как часть их программного обеспечения для интерактивных досок. Например, простые портативные пульты, работающие через инфракрасные или радиосигналы, дают возможность проводить тестирование и опросы учащихся. Более сложные устройства позволяют вводить текстовые и числовые ответы и позволяют экспортировать статистику результатов учащихся для последующего анализа.
Объединяя возможности интерактивной доски и системы голосования, преподаватели могут не только объяснять материал, но и получать обратную связь от учеников для повышения эффективности учебного процесса или проведения официальных срезов знаний. Например, студент может решить задачу на интерактивной доске, выполнив чертеж условия задачи с использованием математических программных инструментов, а затем проверить свои знания, пройдя тестирование с помощью системы голосований. Для некоторых систем голосования дополнительно создают специальное программное обеспечение, которое содержит задания соответствующие государственным стандартам, что позволяет организовать с их помощью подгЦаяхотовку к выпускным экзаменам.

## Исследование влияния интерактивных досок на эффективность образовательного процесса
В настоящее время существует несколько исследований о влиянии использования интерактивных досок на эффективность обучения учащихся, результаты которых противоречат друг другу.
В рамках исследования, проведённого Лондонским институтом образования при финансировании Министерством образования и профессиональной подготовки (Department for Education and Skills, DfES), была проведена оценка образовательной и операционной эффективности «Проекта экспансии интерактивных досок в школы», являющегося частью программы London Challenge.
Как оказалось, при обучении детей 11-14 лет использование интерактивных досок практически не оказывает существенного влияния на успеваемость учащихся по математике и английскому языку, и чуть более заметно это влияние по предметам естественно-научного цикла. В тех же школах, при обучении детей 14-16 лет было обнаружено, что использование интерактивных досок имеет негативные последствия для математики и естественно-научных дисциплин, но положительно сказывается на обучении английскому (родному) языку.
Авторы приводят несколько возможных причин для объяснения полученных результатов, в том числе: статистическую ошибку второго рода (ложноотрицательное срабатывание); слабое владение методами обучения с использованием интерактивной доски, приводящее к снижению производительности учеников; а также с нерепрезентативной выборкой образовательных учреждений для внедрения программы, что в итоге привело к искажениям результатов.
В то же время есть данные, доказывающие повышение эффективности обучения с использованием интерактивных досок. Компания BECTA (Великобритания) представила результаты двухлетнего исследования влияния интерактивных досок на образовательный процесс. Это исследование показало значительные успехи в обучении, особенно на втором году, когда учителя уже приобрели навыки работы с интерактивной технологией.
В период с 2003 по 2004 год проект DfES по экспансии интерактивных досок в начальные школы (Primary Schools Whiteboard Expansion project, PSWE) выделил 10 млн фунтов 21-й административно-территориальной единице для приобретения и передачи в пользование интерактивных досок. Исследование, спонсируемое компанией BECTA, изучило влияние этих инвестиций, используя данные по 7272 учащимся в 97 школах.
Параметры, рассмотренные в исследовании, включали продолжительность воздействия технологии интерактивной доски, возраст учащихся (вплоть до отдельных дней рождения), пол, особые потребности, право на бесплатное питание в школах и другие социально-экономические группы. Реализация проекта и его влияние были оценены командой Манчестерского столичного университета (Manchester Metropolitan University) во главе с профессором Бриджит Сомех (Bridget Somekh). На сегодняшний день это самое крупное и продолжительное исследование по изучению влияния интерактивных досок.
Основной вывод этого крупномасштабного исследования состоял в том, что после длительного использования учителями интерактивной доски (к осени 2006 года, по меньшей мере, два года) её применение встраивается в их методику преподавания как вспомогательный элемент для улучшения взаимодействия с обучаемыми. Авторы исследования утверждают, что «посредническая функция интерактивности» является здравой концепцией, предлагающей «теоретическое объяснение выявленной в ходе MLM-анализа связи между продолжительность обучения учащихся с применением интерактивных досок и их прогрессом в сдаче национальных тестов год от года».
Исследование показало, что технология интерактивной доски привела к стабильным улучшениям результатов по всем предметам и во всех возрастных группах, особенно на втором году применения. Это указывает на то, что ключевыми факторами, влияющими на образовательный процесс, являются как сам факт внедрения технологии, так и опыт владения ей со стороны преподавателя.
Прирост определялся по тому, насколько месяцев группа обучаемых опередила стандартную программу за два года исследования.
В младших классах, возраст 5-7 лет:
- За два года обучения способные девочки в возрасте 4-7 лет обогнали программу по математике на 4,75 месяца, что позволило им догнать способных мальчиков.
- Девочки в возрасте 4-7 лет вне зависимости от своих способностей, а также средние и сильные мальчики этого же возраста, улучшили свои результаты по предметам естественно-научного цикла.
- На занятиях по английскому (родному) языку выгоды от активного применения интерактивных досок получили все дети в возрасте 4-7 лет со средними и высокими способностями

Были получены также очевидные доказательства аналогичного влияния при обучении детей в возрасте от 7 до 11 лет.
- За два года обучения дети в возрасте 7-11 лет обогнали программу по математике на 2,5 — 5 месяцев.
- По естественно-научным предметам все школьники 7-11 лет, за исключением девочек с высоким уровнем успеваемости, добились большого прогресса за счёт обучения с применением интерактивных досок, а мальчики с низкой успеваемостью опередили программу на 7.5 месяцев.
- Мальчики в возрасте 7-11 лет с низким уровнем успеваемости достигли опережения программы по письму на 2.5 месяца.

Неблагоприятного влияния не было замечено ни в одной возрастной группе.
Дерек Гловер (Derek Glover) и Дэвид Миллер (David Miller) провели исследование по педагогическому воздействию интерактивных досок в средней школе. Они обнаружили, что, несмотря на то, что интерактивные доски теоретически предоставляют гораздо больше возможностей, чем просто компьютер, их потенциал остается нереализованным, если они используются только в качестве дополнения к обучению. Основной целью исследования было выяснение регулярности и способов использования интерактивных досок в классе. Чтобы определить, были ли какие-либо изменения в методике или стратегиях преподавания, исследователи провели подробное анкетирование.

### Преимущества
Вот некоторые из преимуществ использования интерактивных досок:
- Групповое взаимодействие. Интерактивные доски содействуют повышению эффективности совместной работы обучаемых, групповым обсуждениям и вовлечению участников в учебный процесс. Интерактивные доски являются эффективным инструментом для проведения мозговых штурмов: записи, сделанные на доске, могут быть сохранены для совместного использования в дальнейшем[11].

## Критика
В соответствии со статьёй в газете The Washington Post от 11 июня 2010 года:
Многие ученые сомневаются в достоверности исследований, проведенных при поддержке производителей оборудования, в которых улучшения в результатах тестов необоснованно связывают с использованием их продуктов. А некоторые идут дальше. Они утверждают, что самое распространенное устройство будущего, интерактивная доска — по существу гигантский интерактивный экран компьютера, который подменяет собой обычные доски в учебных классах по всей Америке и вынуждает учителей проводить не занятия, а лекции, как это было принято в 19-м веке, в противовес современным моделям обучения, которые делают акцент на совместной работе в малых группах, что поддерживают многие реформаторы.
Эта же статья цитирует Ларри Кубана (Larry Cuban), заслуженного профессора Стэнфордского университета:
Вряд ли есть какие-либо исследования, которые ясно продемонстрируют, что интерактивные доски улучшают успеваемость.
Статья, размещённая на веб-сайте Национальной ассоциации руководителей средних школ, подробно рассказывает о преимуществах и недостатках интерактивных досок. В докладе об интерактивных досках из Лондонского института образования говорилось:
Хотя новизна технологии первоначально приветствовалась учениками, любой стимул к мотивации кажется недолгим. Статистический анализ не показал какого-либо влияния на результаты учеников в первый год применения технологии, когда образовательные учреждения были полностью укомплектованы данным оборудованием.
В докладе были освещены следующие вопросы:
- Иногда учителя больше фокусировались на новой технологии, чем на том, чему учащиеся должны научиться.
- Выделение интерактивности слишком большого внимания может привести к тому, что значительная часть учебного времени будет растрачиваться на несущественные аспекты. Такое явление было особенно распространено в слабых классах.
- В классах со слабыми учениками это могло замедлить темпы обучения в целом, так как отдельные ученики по очереди играли на доске.

## Технологии
Интерактивные доски могут использовать одну из нескольких типов сенсорных технологий для отслеживания взаимодействия с поверхностью экрана: резистивная, электромагнитная, инфракрасная, лазерная, ультразвуковая и на основе камер (оптическая).
- Резистивная. Резистивные сенсорные панели состоят из двух гибких листов, разделённых микротонким воздушным зазором и покрытых материалом, обладающим электрическим сопротивлением. При контакте с поверхностью сенсорного экрана два листа сжимаются вместе, фиксируя точное местоположение касания. Эта технология позволяет использовать палец, стилус или любое другое указывающее устройство на поверхности доски.
- Активная электромагнитная. Такие интерактивные доски оснащены массивом проводов, встроенных за панель, которые взаимодействуют с катушкой в наконечнике стилуса, чтобы определить его (X, Y) координаты . Стилусы могут быть активными (требуют батареи или провода, тянущегося к доске) или пассивными (изменяют электрические сигналы, создаваемые доской, но не содержат батарей или другого источника питания). Другими словами, в доску встроены магнитные датчики, которые реагируют и отправляют сообщение на компьютер, когда они активируются магнитным пером.
- Пассивная электромагнитная доска в отличие от активной содержит сенсорную технологию не в самой доске, а в ручке. Крошечные магнитные волокна встроены в доску и образуют узор, который электромагнитная катушка в ручке может распознавать. Поэтому перо может вычислить своё местоположение на поверхности доски и отправить эту информацию на компьютер.
- Ёмкостная. Подобно электромагнитному типу, ёмкостный тип интерактивных досок работает за счёт массива проводов, расположенных за доской в двух измерениях по осям OX и OY. В этом случае провода взаимодействуют с пальцами, касающимися экрана. Взаимодействие между проводами и кончиком пальца измеряется и преобразуются в координату (x, y). В группу проекционно-ёмкостных досок входит ещё два типа досок:
  1. устройства, которые используют сетку из оксида индия-олова (ITO)[14], зажатую между прозрачной плёнкой, и
  2. новейшие устройства, которые используют прозрачные электроды, заменяющие сетку ITO.[15]
- Оптическая
  - Инфракрасная световая завеса — при нажатии на поверхность доски пальцем или маркером они пересекают инфракрасный луч. Затем программное обеспечение преобразует эту информацию для триангуляции местоположения маркера или стилуса. Эта технология позволяет изготавливать подложку интерактивных досок из любых материалов; с этой системой не требуется специальный маркер или стилус.
  - Лазерная световая завеса — инфракрасный лазер расположен в верхних углах доски. Лазерный луч проносится по поверхности доски — подобно тому, как маяк охватывает светом океан — с помощью вращающегося зеркала. Отражатели на стилусе или маркере возвращают лазерный луч назад к источнику, что позволяет триангулировать местоположение (X, Y). При использовании этой технологии подложку доски можно изготавливать из любых твердых материалов (обычно используется стальная основа, покрытая керамикой), что обеспечивает чистоту поверхности и долгий срок службы. Маркеры и стилусы являются пассивными, но должны иметь специальную отражающую ленту.
  - Интерактивный проектор / Лазерный световой занавес — это устройство, которое в своей работе использует одновременно инфракрасный и лазерный свет, и располагается в верхней средней области доски. Лазерный луч проносится по поверхности доски, создавая невидимую завесу. Проектор, обычно короткофокусный, имеет встроенную камеру с инфракрасным фильтром, который сканирует проецируемую область. Когда указатель, палец или маркер пересекают лазерную сетку, устройство может вычислить их местоположение. Это одна из немногих оптических технологий, для работы которой не требуется отражающая рамка по периметру проецируемой области.
  - Неполное внутреннее отражение. В этой технологии инфракрасный свет отражается от гибкой и прозрачной поверхности. Когда поверхность деформируется под нажатием пальца внутреннее отражение нарушается и свет выходит на поверхность, где он затем считывается камерами. Программное обеспечение для обработки изображений распознаёт светлые пятна, наблюдаемые камерами, и преобразует их в движения мыши.
  - Технология на основе пера с встроенной камерой и точечным рисунком на поверхности доски. Беспроводное цифровое перо содержит инфракрасную камеру, которая считывает точечный рисунок, чтобы определить его местоположение на доске. Цифровое перо использует этот шаблон для распознавания написанного от руки и передачи этой информации на компьютер. Точность этой технологии высока, так как координаты фиксируются с детализацией до 600 точек на дюйм. Учитывая то, что вся электроника встроена в перо, сама доска является пассивным элементом системы (то есть не содержит электроники или электропроводки).
- DST (Технология дисперсионных сигналов). Прикосновения к экрану создают вибрации, которые вызывают изгибные волны подложки, что фиксируется датчиками, установленными по углам устройства. Точное местоположение касания определяется с помощью передовых подходов к обработке цифровых сигналов и запатентованных алгоритмов. Касание стеклянной подложки доски пальцем или стилусом создаёт вибрации. Вибрация подложки пускает изгибную волну, которая распространяется от точки касания до краев доски. Датчики в углах преобразуют колебательную энергию в электрические сигналы. Благодаря усовершенствованной цифровой обработке сигналов мы можем применять алгоритмы коррекции, которые анализируют сигналы и сообщают о точном месте касания.
- Ультразвуковая интерактивная доска:
  - Доски, в которых используется только ультразвуковая технология, имеют по два приемника и передатчика, расположенных в разных углах сенсорной поверхности. Ультразвуковые волны распространяются по поверхности доски. Несколько небольших меток, установленных на границе доски на разных заранее определённых расстояниях, создают отражённые волны для каждого из ультразвуковых передатчиков. Прикосновение пером или даже пальцем к доске приводит к подавлению этих отражённых волн, и приемники сообщают об этом контроллеру.
  - Гибридная ультразвуковая-инфракрасная доска. При касании поверхности доски маркер или стилус посылает одновременно и ультразвуковой и инфракрасный сигналы. Два ультразвуковых микрофона принимают звук и измеряют разницу во времени его поступления, на основании чего рассчитывают методом триангуляции местоположение маркера или стилуса. Эта технология позволяет изготавливать интерактивные доски из любых материалов, но требует подходящего адаптированного активного маркера или стилуса.

### Потенциальные проблемы
- Перманентные маркеры и частое использование обычных маркеров сухого стирания может создавать проблемы для поверхности некоторых интерактивных досок, поскольку они чаще всего покрываются меламином, который представляет собой пористую поверхность, впитывающую красящее вещество маркера. Пробои, вмятины и другие повреждения поверхности также представляют опасность.
- Некоторые преподаватели обнаружили, что использование интерактивных досок способствует возвращению к старым методам обучения, когда учитель говорит, а студенты слушают. Эта обучающая модель противоречит многим современным подходам к обучению, таким как модель Мадлен Хантер ПТП «Педагогическую теорию — в практику!».

## Прямая и обратная проекции
Интерактивные доски обычно доступны в двух вариантах: прямой и обратной проекции.
- В интерактивных досках прямой проекции проектор устанавливается перед доской. Недостатком досок с прямой проекцией является то, что ведущий, стоящий перед экраном, должен вытягивать руку, чтобы избежать появления тени. Это не является проблемой для ультракороткофокусных проекторов (Ultra-Short-Throw, UST), которые проецируют изображение из положения сверху и прямо перед поверхностью доски, исключая возможность попадания выступающего на пути светового потока.
- В интерактивных досках с обратной проекцией, излучающее устройство расположено позади сенсорной поверхности, поэтому появление теней исключено. Это также исключает проблему, характерную для проекторов прямой проекции, которая заключается в том, что лампа проектора слепит выступающему глаза, когда он поворачивается к аудитории. Тем не менее, системы обратной проекции обычно значительно дороже, чем доски с прямой проекцией, гораздо больше и не могут быть установлены на одном уровне со стеной, хотя установки на стену возможны при наличии служебной комнаты с проектором за ней.

Большинство современных интерактивных досок относятся доскам прямой проекции. Некоторые производители оснащают свои решения механизмом для подъёма и опускания доски, что позволяет подстроиться под пользователей разного роста.

## Короткофокусные проекционные системы и интерактивные доски
Некоторые производители предлагают проекционные системы с коротким фокусом, в которых проектор со специальным широкоугольным объективом установлен намного ближе к поверхности интерактивной доски и излучает вниз под углом около 45 градусов. Они значительно уменьшают эффект отбрасываемой тени, свойственной традиционным системам прямой проекции, и исключают возможность попадания света проектора в глаза выступающего. Риск кражи проектора, что актуально для некоторых школьных округов, уменьшается за счёт объединения проектора с интерактивной доской в единое устройство.
Некоторые производители обеспечили рынок системами, в которых доска, короткофокусный проектор и аудиосистема объединены в единое устройство с изменяемой высотой, что позволяет маленьким детям и инвалидам доставать до любой части доски. Отсутствие затрат на установку делают эти короткофокусные проекционные системы экономически сообразными.

## Калибровка
В большинстве случаев сенсорная поверхность должна быть первоначально откалибрована с отображаемой картинкой. Этот процесс представляет собой отображение на сенсорной поверхности нескольких точек и указания пользователем этих точек стилусом или пальцем. Этот процесс называется совмещением, калибровкой или ориентировкой. Стационарное крепление проектора и доски к потолку и стене значительно уменьшают или устраняют необходимость калибровки.
Некоторые интерактивные доски обладают функцией автоматической калибровки. Технология автокалибровки была разработана исследовательской лабораторией Mitsubishi Electric. Компьютер проецирует на сенсорную поверхность последовательность белых и чёрных полос, образующих цифровой код, а светочувствительные датчики, расположенные за сенсорной поверхностью, обнаруживают свет, проходящий через сенсорную поверхность. Эта последовательность позволяет компьютеру автоматически совместить сенсорную поверхность с изображением; однако у этого способа есть и недостаток, заключающийся в том, что на резистивной сенсорной поверхности, где присутствуют датчики света, имеются «мертвые точки». Но «мертвые точки» настолько малы, что касания в этой области все ещё распознаются на компьютере должным образом.
Другая система включает в себя датчик освещенности, встроенный в проектор и обращённый к экрану. Проектор выводит на доску специальное изображение для калибровки, а датчик обнаруживает изменения в отражении света от чёрной границы и белой поверхности доски и выполняет «обучение». Таким образом он может однозначно вычислять все коэффициенты линейного матричного преобразования.
Ещё одна система автоматической калибровки работает за счёт встроенной в перо камеры и добавляемых к проецируемому изображению незаметных для человеческого глаза меток с информацией о местоположении. Камера обнаруживает эти метки и вычисляет положение пера, не требуя никакой калибровки. Подобная технология была встроена в устройство Penveu.

## Сопутствующее оборудование
Для интерактивных досок доступны различные аксессуары:
- Видеопроектор. Позволяет проецировать изображение с компьютера на доску. Некоторые производители предлагают короткофокусные проекторы, которые монтируются непосредственно над доской, минимизируя эффект тени. Ультракороткофокусные проекторы в этом плане ещё более эффективны.
- Мобильная стойка. Позволяет перемещать интерактивную доску между комнатами. Многие из них также регулируются по высоте.
- Персональная система голосования. i.ebayimg.com. Дата обращения: 2 марта 2020.. Позволяет учащимся отвечать на тестовые вопросы, отображаемые на доске, или участвовать в голосованиях и опросах.
- Принтер. Позволяет распечатывать заметки, написанные на доске.
- Планшет/Пульт дистанционного управления. Архивировано из оригинала 19 февраля 2018 года.. Позволяют ведущему управлять доской из разных частей класса и избегать необходимости обращения к экранным панелям инструментов.
- Направляющие. Позволяют разместить интерактивную доску поверх обычной маркерной или пробковой доски и убирать её, когда в ней нет необходимости, чтобы выиграть дополнительное пространство на стене в передней части класса. Некоторые направляющие также обеспечивают доску питанием и подключением к компьютеру.
- Беспроводной модуль. Позволяет интерактивной доске работать по Bluetooth без подключения к компьютеру.

## Обзоры научной литературы и исследования
Существует множество обзоров литературы, результатов исследований и документов об использовании интерактивных досок в классе:
- Стефан Мак Краммен. Некоторые педагоги спрашивают, повышают ли результаты учащихся интерактивные доски или другие высокотехнологичные инструменты (McCrummen, S. Some educators question if whiteboards, other high-tech tools raise achievement).[12]
- Гарри Бочамп, Джон Паркинсон, 2005, После вау-эффекта: развитие интерактивности с интерактивной доской.(Beauchamp, G., & Parkinson, J. (2005). Beyond the wow factor: developing interactivity with the interactive whiteboard.) School Science Review (86) 316: 97-103.[18]
- DCSF & Becta (2007). Оценка проекта экспансии интерактивных досок в начальные школы (Evaluation of the DCSF Primary Schools Whiteboard Expansion Project).[9]
- Дерек Гловер, Дэвид Миллер, Доуг Аверис, Виктория Дор, 2005 Интерактивная доска: обзор литературы. Технология, педагогика и образование (14) 2: 155—170. (Glover, D., & Miller, D., Averis, D., & Door, V., 2005, The interactive whiteboard: a literature survey. Technology, Pedagogy and Education)[19]
- Гемма Мосс, Кари Джувит, Росс Левейк Moss, Вики Армстронг, Алехандро Кардени, Францес Касл, 2007, Интерактивные доски, педагогика и оценка результативности учащихся: оценка программы экспансии интерактивных досок в рамках проекта London Challenge (Moss, G., Jewitt, C., Levačić, R., Armstrong, V., Cardini, A., & Castle, F., Allen, B., Jenkins, A., & Hancock, M. with High, S., 2007, The interactive whiteboards, pedagogy and pupil performance evaluation : an evaluation of the Schools Whiteboard Expansion (SWE) Project: London Challenge)[8]
- Диана Пейнтер, Элизабет Вайтинг, Бренда Волдерс, 2005, Использование интерактивной доски в продвижении интерактивного обучения (Painter, D., Whiting, E., & Wolters, B., 2005, The Use of an Interactive Whiteboard in promoting interactive teaching and learning)[20]
- Хитер Смит, Стив Хиггинс, Кейт Волл, Йен Миллер, 2005, Интерактивные доски: благо или подножка? Критический обзор литературы, журнал Обучение с помощью ИКТ, 21 (2), стр. 91-101.11. (Smith, H.J., Higgins, S., Wall, K., & Miller, J., 2005, Interactive whiteboards: boon or bandwagon? A critical review of the literature, Journal of Computer Assisted Learning)[21]
- Майкл Томас, Юлин Кутрим Шмидт, 2019 Интерактивные доски для образования: теория, исследование и практика. Hershey, PA: IGI Global. (Thomas, M., & Cutrim Schmid, E., 2010, Interactive Whiteboards for Education: Theory, Research and Practice. Hershey, PA: IGI Global)[22]
- Майкл Томас, 2010, Интерактивные доски в Австралазии. Специальный выпуск Австралазийского журнала образовательной технологии AJET (Thomas, M., 2010, Interactive Whiteboards in Australasia. Special Edition of the Australasian Journal of Educational Technology AJET)
- Йиржи Достал, Размышления об использовании интерактивных досок в преподавании в международном контексте. Новый образовательный обзор. 2011. (Dostál, J. Reflections on the Use of Interactive Whiteboards in Instruction in International Context. The New Educational Review. 2011.) Vol. 25. No. 3. p. 205—220. ISSN 1732-6729[23]
- Андрей Васильев, Интерактивные системы в социальной реабилитации, 2016, 8-й выпуск, Журнал «Социальная педиатрия и реабилитология». Св-во государственное СМИ КВ21215-11015ПР от 12.03.2015 г. стр. 79.[24][25]